# Lecanicillium lecanii
Lecanicillium lecanii är en svampart som först beskrevs av Albrecht Wilhelm Philipp Zimmermann, och fick sitt nu gällande namn av Zare & W. Gams 2001. Lecanicillium lecanii ingår i släktet Lecanicillium och familjen Cordycipitaceae.   Inga underarter finns listade i Catalogue of Life.